# Olympische Sommerspiele 1920/Turnen
Bei den VII. Olympischen Spielen 1920 in Antwerpen fanden vier Wettbewerbe im Gerätturnen statt. Austragungsort war das Olympiastadion.

## Bilanz

### Medaillenspiegel
| Platz  | Land               | Gold | Silber | Bronze | Gesamt |
| ------ | ------------------ | ---- | ------ | ------ | ------ |
| 1      | Königreich Italien | 2    | –      | –      | 2      |
| 2      | Dänemark           | 1    | 1      | –      | 2      |
| 3      | Schweden           | 1    | –      | –      | 1      |
| 4      | Frankreich         | –    | 1      | 2      | 3      |
| 5      | Belgien            | –    | 1      | 1      | 2      |
| 6      | Norwegen           | –    | 1      | –      | 1      |
| Gesamt | Gesamt             | 4    | 4      | 4      | 16     |

### Medaillengewinner
| Disziplin            | Gold | Silber | Bronze |
| -------------------- | --- | --- | --- |
| Einzelmehrkampf      | Giorgio Zampori (ITA) | Marco Torrès (FRA) | Jean Gounot (FRA) |
| Mannschaftsmehrkampf | Königreich ItalienArnaldo Andreoli Ettore Bellotto Pietro Bianchi Fernando Bonatti Luigi Cambiaso Luigi Contessi Carlo Costigliolo Luigi Costigliolo Giuseppe Domenichelli Roberto Ferrari Carlo Fregosi Romualdo Ghiglione Ambrogio Levati Francesco Loi Vittorio Lucchetti Luigi Maiocco Ferdinando Mandrini Lorenzo Mangiante Antonio Marovelli Michele Mastromarino Giuseppe Paris Manlio Pastorini Ezio Roselli Paolo Salvi Giovanni Tubino Giorgio Zampori Angelo Zorzi | BelgienEugène Auwerkeren Théophile Bauer François Claessens Augustus Cootmans François Gibens Albert Haepers Domien Jacob Félicien Kempeneers Jules Labéeu Hubert Lafortune Auguste Landrieu Charles Lannie Constant Loriot Nicolaas Moerloos Ferdinand Minnaert Louis Stoop Jean Van Guysse Alphonse Van Mele François Verboven Jean Verboven Julien Verdonck Joseph Verstraeten Georges Vivex Julianus Wagemans                                        | FrankreichGeorges Berger Émile Bouchès René Boulanger Alfred Bruyenne Eugène Cordonnier Léon Delsarte Lucien Démanet Paul Durin Victor Duvant Fernand Fauconnier Arthur Hermann Albert Hersoy Alphonse Higelin Georges Hoël Louis Quempe Georges Lagouge Paulin Lemaire Ernest Lespinasse Émile Boitelle Jules Pirard Eugène Pollet Georges Thurnherr Marco Torrès François Walker Julien Wartelle Paul Wartelle |
| Schwedisches System  | SchwedenFausto Acke Albert Andersson Arvid Andersson Helge Bäckander Bengt Bengtsson Fabian Biörck Erik Charpentier Sture Ericsson Konrad Granström Helge Gustafsson Åke Häger Ture Hedman Sven Johnson Sven-Olof Jonsson Karl Lindahl Edmund Lindmark Bengt Morberg Frans Persson Klas Särner Curt Sjöberg Gunnar Söderlindh John Sörenson Alf Svensén Gösta Törner | DänemarkJohannes Birk Frede Hansen Frederik Hansen Kristian Hansen Hans Hovgaard Jakobsen Aage Jørgensen Alfred Frøkjær Jørgensen Alfred Ollerup Jørgensen Arne Jørgensen Knud Kirkeløkke Jens Lambæk Kristjan Larsen Kristian Madsen Niels Erik Nielsen Niels Kristian Nielsen Dynes Pedersen Hans Pedersen Johannes Pedersen Peder Dorf Pedersen Rasmus Rasmussen Hans Christian Sørensen Hans Laurids Sørensen Søren Sørensen Georg Vest Aage Walther | BelgienPaul Arets Léon Bronckaert Léopold Clabots Jean-Baptiste Claessens Léon Darrien Lucien Dehoux Ernest Deleu Émile Duboisson Ernest Dureuil Joseph Fiems Marcel Hansen Louis Henin Omer Hoffman Félix Logiest Charles Maerschalck René Paenhuijsen Arnold Pierret René Pinchart Gaspar Pirotte Augustien Pluys Léopold Son Édouard Taeymans Pierre Thiriar Henri Verhavert                                  |
| Freies System        | DänemarkGeorg Albertsen Rudolf Andersen Viggo Dibbern Aage Frandsen Hugo Helsten Harry Holm Herold Jansson Robert Johnsen Christian Juhl Vilhelm Lange Svend Madsen Peder Marcussen Peder Møller Niels Turin Nielsen Steen Olsen Christian Møller Pedersen Hans Rønne Harry Sørensen Christian Thomas Knud Vermehren | NorwegenAlf Aanning Karl Aas Jørgen Andersen Gustav Bayer Jørgen Bjørnstad Asbjørn Bodahl Eilert Bøhm Trygve Bøyesen Ingolf Davidsen Håkon Endreson Jakob Erstad Harald Færstad Herman Helgesen Peter Hol Otto Johannessen Johan Anker Johansen Trygve Kristoffersen Henrik Nielsen Jacob Opdahl Arthur Rydstrøm Frithjof Sælen Bjørn Skjærpe Wilhelm Steffensen Olav Sundal Reidar Tønsberg Lauritz Wigand-Larsen                                       | |

## Ergebnisse

### Einzelmehrkampf
| Platz | Land | Sportler            | Punkte |
| ----- | ---- | ------------------- | ------ |
| 1     | ITA  | Giorgio Zampori     | 88,35  |
| 2     | FRA  | Marco Torrès        | 87,62  |
| 3     | FRA  | Jean Gounot         | 87,45  |
| 4     | BEL  | Félicien Kempeneers | 86,25  |
| 5     | FRA  | Georges Thurnherr   | 86,00  |
| 6     | FRA  | Laurent Grech       | 85,65  |
| 7     | ITA  | Luigi Maiocco       | 85,38  |
| 8     | ITA  | Luigi Costigliolo   | 84,90  |

Datum: 25. August 1920 

25 Teilnehmer aus 7 Ländern

### Mannschaftsmehrkampf
| Platz | Land | Sportler | Punkte  |
| ----- | ---- | --- | ------- |
| 1     | ITA  | Arnaldo Andreoli, Ettore Bellotto, Pietro Bianchi, Fernando Bonatti, Luigi Cambiaso, Luigi Contessi, Carlo Costigliolo, Luigi Costigliolo, Giuseppe Domenichelli, Roberto Ferrari, Carlo Fregosi, Romualdo Ghiglione, Ambrogio Levati, Francesco Loi, Vittorio Lucchetti, Luigi Maiocco, Ferdinando Mandrini, Lorenzo Mangiante, Antonio Marovelli, Michele Mastromarino, Giuseppe Paris, Manlio Pastorini, Ezio Roselli, Paolo Salvi, Giovanni Tubino, Giorgio Zampori, Angelo Zorzi | 359,855 |
| 2     | BEL  | Eugène Auwerkeren, Théophile Bauer, François Claessens, Augustus Cootmans, François Gibens, Albert Haepers, Domien Jacob, Félicien Kempeneers, Jules Labéeu, Hubert Lafortune, Auguste Landrieu, Charles Lannie, Constant Loriot, Nicolaas Moerloos, Ferdinand Minnaert, Louis Stoop, Jean Van Guysse, Alphonse Van Mele, François Verboven, Jean Verboven, Julien Verdonck, Joseph Verstraeten, Georges Vivex, Julianus Wagemans                                                     | 346,785 |
| 3     | FRA  | Georges Berger, Émile Bouchès, René Boulanger, Alfred Bruyenne, Eugène Cordonnier, Léon Delsarte, Lucien Démanet, Paul Durin, Victor Duvant, Fernand Fauconnier, Arthur Hermann, Albert Hersoy, Alphonse Higelin, Georges Hoël, Louis Quempe, Georges Lagouge, Paulin Lemaire, Ernest Lespinasse, Émile Boitelle, Jules Pirard, Eugène Pollet, Georges Thurnherr, Marco Torrès, François Walker, Julien Wartelle, Paul Wartelle                                                       | 340,100 |
| 4     | TCH  | Josef Bochníček, Ladislav Bubeníček, Josef Čada, Stanislav Indruch, Miroslav Klinger, Josef Malý, Zdeněk Opočenský, Josef Pagáč, František Pecháček, Robert Pražák, Václav Stolař, Svatopluk Svoboda, Ladislav Vácha, František Vaněček, Jaroslav Velda, Václav Wirt | 305,255 |
| 5     | GBR  | Sidney Andrew, Albert Betts, Arthur Cocksedge, James Cotterell, William Cowhig, Sidney Cross, Horace Dawswell, James Dingley, Sidney Domville, Hedley Doncaster, Reginald Edgecombe, Wyndham Edwards, Harry Finchett, Bernard Franklin, J. Harris, Samuel Hodgetts, Stanley Leigh, George Masters, Ronald McLean, Oliver Morris, Ted Ness, A. E. Page, Alfred Pinner, Teddy Pugh, H. W. Taylor, John Walker, Ralph Yandell                                                            | 299,115 |

Datum: 23. und 24. August 1920
120 Teilnehmer aus 5 Ländern

### Schwedisches System
| Platz | Land | Sportler | Punkte |
| ----- | ---- | --- | ------ |
| 1     | SWE  | Fausto Acke, Albert Andersson, Arvid Andersson, Helge Bäckander, Bengt Bengtsson, Fabian Biörck, Erik Charpentier, Sture Ericsson, Konrad Granström, Helge Gustafsson, Åke Häger, Ture Hedman, Sven Johnson, Sven-Olof Jonsson, Karl Lindahl, Edmund Lindmark, Bengt Morberg, Frans Persson, Klas Särner, Curt Sjöberg, Gunnar Söderlindh, John Sörenson, Alf Svensén, Gösta Törner                                                                                      | 1364   |
| 2     | DEN  | Johannes Birk, Frede Hansen, Frederik Hansen, Kristian Hansen, Hans Hovgaard Jakobsen, Aage Jørgensen, Alfred Frøkjær Jørgensen, Alfred Ollerup Jørgensen, Arne Jørgensen, Knud Kirkeløkke, Jens Lambæk, Kristjan Larsen, Kristian Madsen, Niels Erik Nielsen, Niels Kristian Nielsen, Dynes Pedersen, Hans Pedersen, Johannes Pedersen, Peder Dorf Pedersen, Rasmus Rasmussen, Hans Christian Sørensen, Hans Laurids Sørensen, Søren Sørensen, Georg Vest, Aage Walther | 1325   |
| 3     | BEL  | Paul Arets, Léon Bronckaert, Léopold Clabots, Jean-Baptiste Claessens, Léon Darrien, Lucien Dehoux, Ernest Deleu, Émile Duboisson, Ernest Dureuil, Joseph Fiems, Marcel Hansen, Louis Henin, Omer Hoffman, Félix Logiest, Charles Maerschalck, René Paenhuijsen, Arnold Pierret, René Pinchart, Gaspar Pirotte, Augustien Pluys, Léopold Son, Édouard Taeymans, Pierre Thiriar, Henri Verhavert                                                                          | 1094   |

Datum: 26. August 1920 

73 Teilnehmer aus 3 Ländern

### Freies System
| Platz | Land | Sportler |
| ----- | ---- | --- |
| 1     | DEN  | Georg Albertsen, Rudolf Andersen, Viggo Dibbern, Aage Frandsen, Hugo Helsten, Harry Holm, Herold Jansson, Robert Johnsen, Christian Juhl, Vilhelm Lange, Svend Madsen, Peder Marcussen, Peder Møller, Niels Turin Nielsen, Steen Olsen, Christian Møller Pedersen, Hans Rønne, Harry Sørensen, Christian Thomas, Knud Vermehren |
| 2     | NOR  | Alf Aanning, Karl Aas, Jørgen Andersen, Gustav Bayer, Jørgen Bjørnstad, Asbjørn Bodahl, Eilert Bøhm, Trygve Bøyesen, Ingolf Davidsen, Håkon Endreson, Jakob Erstad, Harald Færstad, Herman Helgesen, Peter Hol, Otto Johannessen, Johan Anker Johansen, Trygve Kristoffersen, Henrik Nielsen, Jacob Opdahl, Arthur Rydstrøm, Frithjof Sælen, Bjørn Skjærpe, Wilhelm Steffensen, Olav Sundal, Reidar Tønsberg, Lauritz Wigand-Larsen |

Datum: 27. August 1920 

46 Teilnehmer aus 2 Ländern